# 정신 질환
정신 질환(精神疾患, 영어: mental disorder, mental illness, psychiatric disorder) 또는 정신병(精神病), 정신 장애(精神障碍)는 개인적, 사회적 기능에 있어서 문제 행동을 일으키는 정신적인 이상 상태(mental breakdown)을 가리킨다. 그 종류는 매우 다양한데, 질환에 따라 평생에 걸쳐 장애를 일으키기도 하며, 단편적이고 일시적인 발병에서 그치기도 한다. 원인은 불명인 경우가 많지만, 밝혀진 것들은 대부분 선천적인 뇌의 문제나 심각한 스트레스적 상황에 큰 영향을 받아 발생한다.

## 정의 및 분류
정신 질환은 그 특성상 '이상'의 범위가 인위적으로 정의되어야 한다는 점에서 일반적인 질환에 비해 정의의 논란이 많다. 이에 따라 정신질환의 정의·구분은 다양한 연구와 비판적 검토를 거쳐 완성되어야 한다. 현재 세계적으로 공인된 기관인 세계보건기구와 미 정신의학회에서 발표된 ICD, DSM 목록이 일반적인 기준으로 쓰이고 있다.

### 세계보건기구
1938년 세계보건기구(WHO)가 발표하는 국제질병분류(ICD)의 제5판에서 처음 정신질환(mental disorder)이 리스트에 추가된 이후 여러 번의 수정을 거쳤으며, 현재는 제10회 개정판인 ICD-10의 챕터 V가 여러 나라에서 세부적 분류에 사용되고 있다.

### 미국정신의학회
한편 미국정신의학협회(ASA)에서는 1952년 첫 DSM(Diagnostic and Statistical Manual of Mental Disorders), 곧 <정신질환 진단 및 통계 편람>을 발표하였고, 현재는 제5회 개정판인 DSM-5까지 발표되어 있다. 기능에 있어서 어느 정도의 문제를 일으키느냐를 기준으로 진단의 정확한 기준을 명시하고 있어 유용한 진단 매뉴얼로 널리 채용된다.

### 대한민국 장애인복지법
현행 장애인복지법에서는 조현병, 조현정동장애, 양극성 정동장애(조울증), 반복성 우울장애, 기질성 정신장애, 강박장애, 투렛증후군, 기면증 인 경우에 '정신장애'(精神障碍)로 인정하여 복지나 사회활동에 여러 혜택을 제공하고 있다. 지적장애, 자폐성장애는 별도의 장애로 인정되고 있다.

## 유형
- 정신증은 사고 및 감각의 왜곡을 동반하는 것으로, 흔히 행동이나 사회 적응에 있어서 큰 어려움을 겪곤 한다. 조현병, 망상장애, 조증이 여기에 속한다.
- 신경증은 사고는 정상이나, 정신에 문제가 있는 것으로 우울장애, 신체화 장애, 강박장애 등이 있다.
- 인격장애는 습관, 성격, 사고방식이 일반적 범위에서 크게 벗어나 생활에 문제를 일으키는 것을 가리킨다.
- 발달장애는 정신적 발달이 제대로 이루어지지 않아 일어나는 것으로, 지적 기능이 낮은 지적장애, 의사소통과 사회적 이해능력이 낮은 자폐장애 등이 있다. 발달장애는 일반적으로 선천적인 장애이며, 복지법상 정신장애와는 별개로 취급된다.

## 치료
일반적으로 정신질환은 약물치료와 정신치료를 통해 증상의 완화나 완치가 가능하다. '우울증은 정신력이 약한 사람이나 걸린다', '약물치료를 하면 중독되거나 지능이 떨어진다'는 등 여러 오해로 인해 치료가 저해되기도 한다. 약물 치료의 경우 모든 약물이 모든 상황에서 그런 부작용을 나타내는 것은 아니다. 항우울제, 항정신병 약물, 기분안정제, 항불안제 등의 약물은 약간 졸리거나 머리가 멍해지는 부작용이 있지만 차츰 그것이 사라진다. 부작용과 중독성을 줄이기 위해 약물 치료는 반드시 전문의의 처방에 따라 복용하는 것이 좋다. 대부분 정신과 약물은 중독성이 없다.
대한민국에서는 우울증, 불안장애와 같은 대부분 정신질환은 건강보험이 적용된다. 2015년 기준 15,000원 정도의 진찰료, 1-3만 원 가량의 정신치료비, 일 평균 3,000원 정도의 약물치료비가 든다. 우울증 초진 건강보험 대상자의 치료에 한달 15만 원이 든다고 할 때 본인 부담은 6-8만 원 가량이다. 2016년 1월 1일 기준 금융감독원이 실손의료보험 보장 범위가 우울증, 공황장애, 외상 후 스트레스 장애, 주의력결핍 과다행동장애 등으로 확대되도록 표준 약관을 개정했다. 타인 또는 타 기관으로의 진료 기록 제공은 본인 동의 또는 법에 명시된 예외 경우를 제외하고는 어떠한 경우에도 금지되어 있다. 예컨대 치료를 받았던 사람이 취업하는 경우 회사 측에서 임의로 정신질환에 대한 의무기록을 조회할 수 없다.

## 오해
대부분의 정신질환은 약물치료와 정신치료를 통해 증상을 완화할 수 있다. 가벼운 우울증의 경우는 완치가 가능하다. '우울증은 정신력이 약한 사람이나 걸린다', '약물치료를 하면 중독되거나 지능이 떨어진다'는 등 여러 오해로 인해 치료가 저해되기도 한다. 약물 치료의 경우 모든 약물이 모든 상황에서 그런 부작용을 나타내는 것은 아니다. 항우울제, 항정신병 약물, 기분안정제, 항불안제 등의 약물은 약간 졸리거나 머리가 멍해지는 부작용이 있지만 차츰 그것이 사라진다. 부작용과 중독성을 줄이기 위해 약물 치료는 반드시 전문의의 처방에 따라 복용하는 것이 좋다. 대부분 정신과 약물은 중독성이 없다. 치료약의 중독성에 관한 오해와 달리 정신병약에는 중독성이 있는 것과 없는 것이 있으며 주로 신경증 환자가 아니면 걱정하지 않아도 된다. 물론 중독성이 있는 마약을 치료제로 사용하면 신경증 환자가 아니어도 약에 중독될 수 있다.

## 같이 보기
- 정신증
- 신경증
- 정신보건법
- 조현병
- 주요정동장애
- 지적 장애
- 자폐성 장애
- 도파민
- 내분비계 장애물질